# Guazzoni

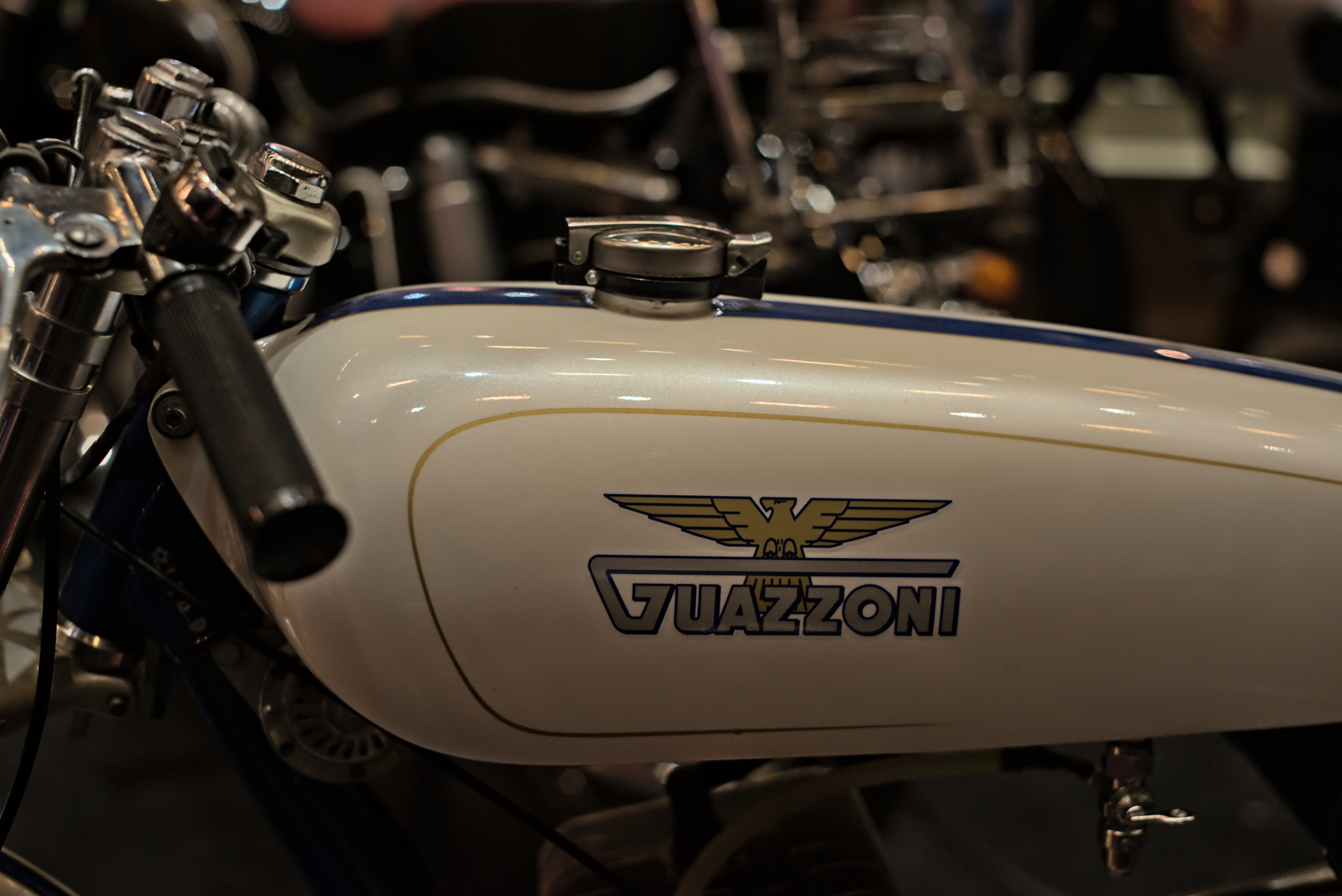

Guazzoni is een Italiaans historisch merk van motorfietsen.
De bedrijfsnaam was: Officine Meccaniche Guazzoni, Milano.
Aldo Guazzoni bouwde al in de jaren dertig motorfietsen met Britse Calthorpe-viertaktmotoren van 250-, 350- en 500 cc waarop hij zelf een vierversnellingsbak met voor die tijd zeer moderne voetschakeling monteerde. Guazzoni werd al snel een bekend merk, maar in 1939 was men vanwege het uitbreken van de Tweede Wereldoorlog gedwongen de poorten te sluiten.
Na de oorlog werd Aldo Guazzoni vertegenwoordiger voor Moto Morini. Pas in 1949 opende hij samen met zijn broer Piero een nieuwe fabriek. Ze bouwden al snel een lichte motorfiets met duidelijke Morini-trekjes. In 1950 kwam er al een nieuw 250cc-eencilindertweetaktmodel met een buisframe en een plaatstalen parallellogramvork, dat in 1951 in productie ging. Tevens verscheen toen een 150cc-versie, die in verschillende uitvoeringen geleverd werd. In 1954 waren er al 125-, 150- en 175cc-tweetaktmodellen. Een afwijkende model was de Grifo 150, die in 1953 op de markt was gekomen en een ruggengraatframe had dat bestond uit een enkele, dikke buis. In 1955 verscheen een 50cc-machine in Monza, waarmee acht wereldrecords werden gereden. Voor de serieproductie bouwde men een 200cc-viertaktmodel. In 1956 werd uit dit model een 175cc-machine ontwikkeld, met een bovenliggende nokkenas en een topsnelheid van 105 km/uur. De 175cc-klasse was in Italië echter zeer populair, o.a. in de langeafstandsraces en daarom kwam er ook een 175 Gran Sport, die 150 km/uur haalde. Men introduceerde ook de lichte Guazzonchino-modellen, de 50cc-Guazzonchino Sport die 65 km/uur haalde en de 90cc-Guazzonchino die 85 km/uur liep. In 1956 veranderde men de stroomlijnkuip van de 50cc-recordmachine en nu werden nog eens 21 nieuwe wereldrecords gevestigd.
In 1958 verscheen de 50cc-Picnic met een automatische vliegwielkoppeling, een bromfietsje zonder achtervering maar met een telescoopvork aan de voorkant. Daarnaast werden nieuwe 98- en 125cc-modellen gepresenteerd. Vooral het 125cc-model was bijzonder omdat het een viertaktmotor had. Zo ging Guazzoni de jaren zestig in met een groot scala aan lichte modellen, over het algemeen tweetakten tot 175 cc met liggende cilinders en 125cc-viertakten. Van bijna alle modellen waren er sportmodellen en terreinmotoren, die succesvol waren in internationale wedstrijden, maar eind jaren vijftig produceerde men ook al inbouwmotoren voor karts en buitenboordmotoren.

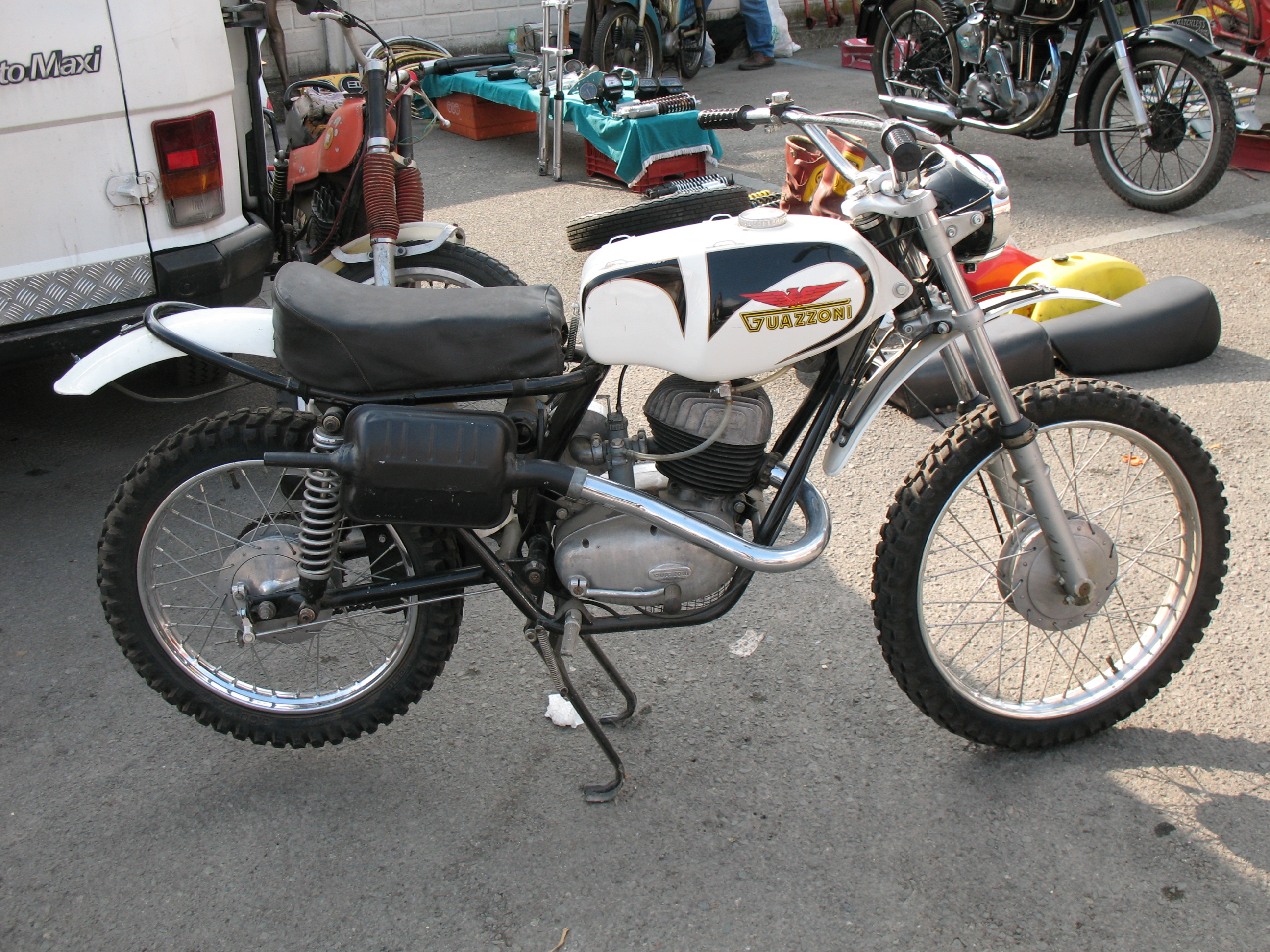

In 1965 verscheen een 50cc-sportmotortje met een roterende inlaat. Het was uitsluitend voor de export bedoeld en leverde 7 pk bij 10.000 tpm. Een jaar later werd hieruit de Guazzoni Matta (="dwaas") ontwikkeld. Die leverde al 8 pk bij 10.500 tpm en toen de cilinderinhoud op 60 cc werd gebracht 9½ pk bij hetzelfde toerental. De Matta stond ook aan de basis van een terreinmodel met zes versnellingen. In 1967 verschenen nieuwe terreinmotoren met het model Modernly dat in 125- en 150cc-versies geleverd werd. Uiteindelijk kwam de Regolarità Casa in 50-, 60-, 100- en 125cc-versies. Deze hadden ook roterende inlaten en konden naar keuze met vier- of zes versnellingen geleverd worden.
Hoewel het zwaartepunt van Guazzoni nu op de terreinmotoren lag, leverde men vanaf 1968 ook de 60cc-Cadetti productieracer voor privérijders. In 1969 trad Giovanni Lombardi met een 125cc-Guazzoni aan in het wegracekampioenschap van Italië en met een 50cc-machine zelfs in het wereldkampioenschap wegrace.
Aan het begin van de jaren zeventig was Guazzoni een redelijk succesvol bedrijf en de enige Italiaanse fabrikant die lichte tweetakten met roterende inlaten kon leveren. In 1971 verscheen de 50cc-Mattacross, met een heel nieuw dubbel wiegframe.
In 1977 trok Aldo zich terug en werd de productie van bromfietsen beëindigd. Men produceerde hierna nog wel karts.
Guazzoni produceerde enige tijd bromfietsen onder de naam Idroflex.